# Nam Tok Sai Yok Noi

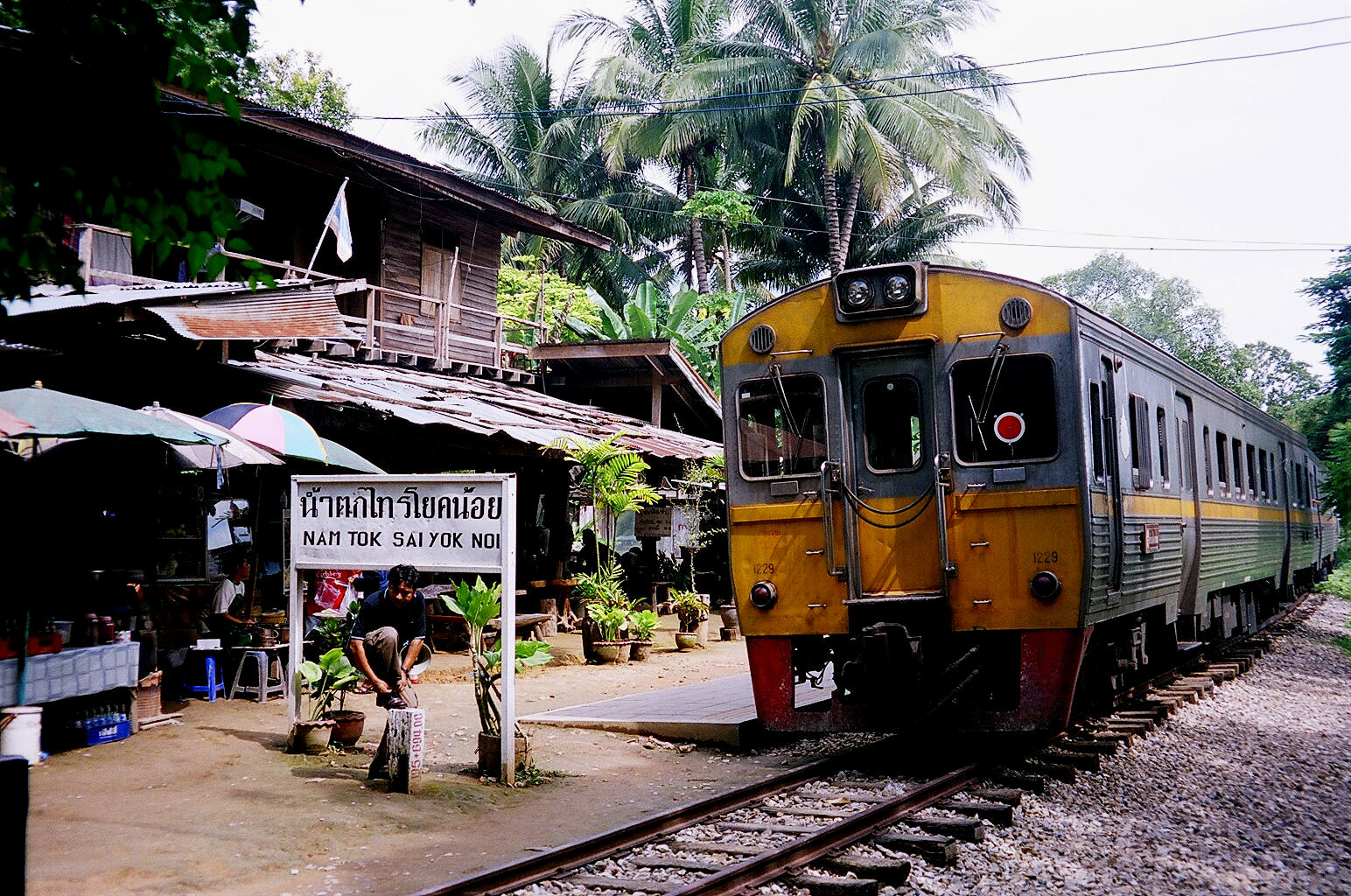
Bahnhof von Nam Tok Sai Yok Noi

Nam Tok Sai Yok Noi (Thai: น้ำตกไทรโยคน้อย, wörtl.: Kleiner Sai Yok Wasserfall) ist eine Kleinstadt (Thesaban Tambon) im Landkreis Sai Yok; sie liegt im Südwesten der Provinz Kanchanaburi in der Zentralregion von Thailand.
Durch den Ort führt die Thailand-Burma-Eisenbahn (Death Railway oder auch Schienenstrang des Todes), die im Zweiten Weltkrieg Thailand mit Birma verbinden sollte. Nach dem Krieg wurde die Strecke bis zur Station Nam Tok größtenteils demontiert, jedoch wurden 2003 die 1,4 km von Nam Tok bis zur heutigen Endstation Nam Tok Sai Yok Noi wieder eröffnet, um Touristen einen einfacheren Zugang zum nahe gelegenen Sai-Yok-Noi-Wasserfall im Nationalpark Sai Yok zu bieten.
Es gibt Bestrebungen, im Zuge der Trans-Asian Railway die Strecke wieder aufzubauen, um die Länder Südostasiens an das internationale Schienennetz anzuschließen.
2012 hatte der Ort 3675 Einwohner, die auf einer Fläche von 4,40 km² leben.